# 荆州乡
荆州乡，是中华人民共和国安徽省宣城市绩溪县下辖的一个乡镇级行政单位。

## 行政区划
荆州乡下辖以下地区：
上胡家村、方家湾村、下胡家村和九华村。